# 科托帕希國家公園
科托帕希國家公園，又作哥多伯西國家公園是厄瓜多爾的國家公園，位於該國中北部，距離首都基多約50公里，分属科托帕希省、納波省和皮欽查省，成立於1975年8月11日，面積333.93平方公里。

## 外部連結
- 科托帕希国家公园在厄瓜多尔环境部的简介 （页面存档备份，存于） （西班牙文）